# Antipes de Pèrgam
Moltes tradicions cristianes creuen que Sant Antipes seria l'Antipes al qual es fa referència a l'Apocalipsi de Joan Evangelista com el «testimoni fidel» de Pèrgam, «on resideix Satanàs». D'acord amb la tradició cristiana, Joan l'Apòstol ordenà Antipes com a bisbe de Pèrgam durant el regnat de l'emperador romà Domicià. L'explicació tradicional continua dient que Antipes fou martiritzat pels volts de l'any 92 en ser rostit dins d'un altar de bronze amb forma de toro per haver expulsat els que considerava com dimonis adorats per la població local.
Hi ha una tradició que diu que se secreta oli («mannà dels sants») de les relíquies de Sant Antipes. En els calendaris de cristianisme oriental, el dia de la festa d'Antipes és l'11 d'abril.